# Nusa aequalis
Nusa aequalis là một loài ruồi trong họ Asilidae. Nusa aequalis được Walker miêu tả năm 1851. Loài này phân bố ở miền Ấn Độ - Mã Lai.